# Курбан чорба
Курбан чорба е традиционно българско ястие, което се приготвя от агнешко месо, агнешки дреболии, кромид лук, сладки и люти чушки, моркови, домати, яйца, ориз, магданоз, джоджен, черен пипер, червен пипер, сол и др.
Въпреки че традицията повелява курбан чорбата да е с агнешко месо, често се прави и с телешко, пилешко и свинско, както и в някои рецепти не се добавя кромид лук поради специфичния вкус, който дава на ястието. Често не се добавят дреболиите.

## Курбан
Много често това ястие се приготвя в голям казан, а количествата са големи, поради традицията ястието да се раздава на близки Приготвянето му започва в ранни зори и продължава до обяд.
Поради отличните вкусови качества на тази гозба, тя става част от ежедневното меню на българското семейство и без определен повод.

## Технология на приготвянето
Нарязанато на дребни късове и измито месо се поставя в голяма тенджера със студена вода и се оставя да се вари на бавен огън. Когато месото е почти готово, се добавят нарязаните на дребно зеленчуци (без магданоза) и се оставят да се варят до пълна готовност.
Разбиват се яйцата в отделен съд и се изсипват във врящата гозба, като добавянето им става през сито или гевгир, за да се получат „конци“ в чорбата (поради пресичането на яйцата в горещата супа). Важно е в същия момент супата да се бърка в една посока с помощта на черпак.
Веднага след това се нагрява растително масло в тиган и се добавя червен пипер, който се запържва за много кратко за да не прегори. Сместа се изсипва в чорбата. Добавят се подправките и се поръсва със ситно нарязан магданоз.